# Герб Старокостянтинова
Герб Старокостянтинова — символ міста Старокостянтинова.

## Герб періоду Речі Посполитої
Історичним гербом міста є герб родини Острозьких — Баклай.

## Герб періоду Російської Імперії
Герб російського періоду затверджений 22 січня 1796 р. У горішній частині перетятого щита герб Подільський; в долішній — у червоному полі золоті: лук зі стрілою, обернений вгору, над ним шестипроменева зірка, а внизу місяць-молодик рогами догори. Такий герб використовувався тамтешнім Магістратом.

## Герб з 1990 по 2000 рр
З 1990 р. як герб міста затверджений родовий символ князів Острозьких.

## Сучасний герб
Затверджений рішенням XI сесії міської ради за № 4 від 28 лютого 2000 p. В червоному полі срібний знак родини князів Острозьких — засновників міста. Щит обрамований золотим декоративним картушем і увінчаний червоною міською короною з трьома вежками. Щитотримачі — гетьман Богдан Хмельницький та запорізький козак. Девіз: «Навіки в славі» і дата «15.III.1561» білими літерами на синьо-жовтій стрічці.
Автор — О.Пажимський.

## Герби

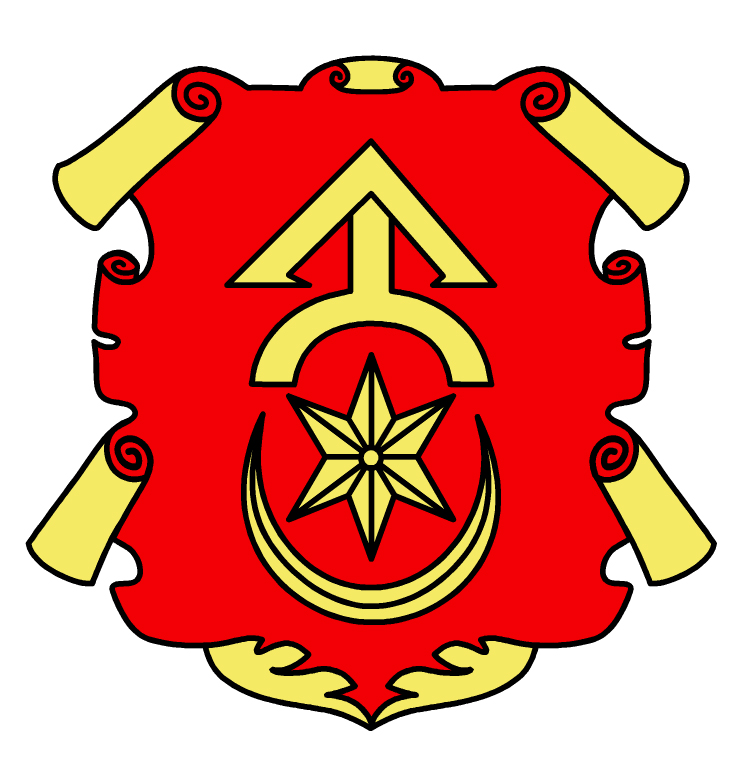
Герб міста у складі ВКЛ і Речі Посполитої.
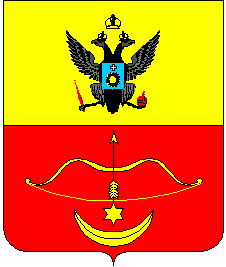
Герб періоду Російської Імперії, затверджений 22 січня 1796 р.
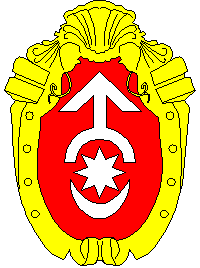
Герб 1990—2000 рр.